# Франкен, Пауль фон
Пауль фон Франкен (6 июля 1818, Oberbachem, провинция Юлих-Клеве-Берг — 8 ноября 1884, Дюссельдорф, Пруссия) — немецкий художник-пейзажист, живший в Российской империи и много лет работавший на Кавказе. В Германии известен как «нем. Maler des Kaukasus» («Живописец Кавказа»). Супруг русско-немецкой художницы-портретистки Елены фон Франкен (урождённой Кёбер; 1825 — после 1884).

## Биография
Родился в 1818 году в небольшом городке на Рейне поблизости от Вахтберга в семье зажиточного бюргера. Его тщеславный отец в 1826 году прибавил к своей фамилии дворянскую приставку «фон», и хотя в 1844 году ему было официально запрещено ею пользоваться, не только он сам, но и его сын всю жизнь писались «фон Франкен». 
С 1840 по 1842 год Пауль фон Франкен учился живописи в Дюссельдорфе у Вильгельма фон Шадова. В 1842 году фон Франкен отправился в путешествие по Европе за свой счёт, посетил Брюссель, Антверпен и Амстердам, причём в каждом из этих городов задерживался на длительное время. С 1846 по 1849 год он жил в Дрездене и выставлялся на местных академических выставках, после чего вернулся в Дюссельдорф. Там фон Франкен в 1851 году женился на своей ученице Хелене (Елене) Кёбер, русской немке, уроженке Митавы. Медовый месяц молодожёны провели в Париже, после чего отправились в Митаву, на родину супруги. Из Митавы чета фон Франкен отправилась в Санкт-Петербург и Москву. Эти два города, где проживало множество состоятельных людей, интересовавшихся искусством, служили обычными пунктами назначения для иностранных художников, приезжавших в Россию. Менее обычным было то, что из Москвы фон Франкены отправились в Тифлис, где приняли решение поселиться. Елена фон Франкен устроилась учительницей рисования в женскую гимназию. Пауль фон Франкен писал, в основном, пейзажи, часть из которых была заказана правительством России. Он посетил многие области Грузии, Армению (в том числе, Эривань), Азербайджан (в том числе, Баку), входившие в то время в состав России. Он также совершил путешествие через границу в прилегавшие к Закавказью турецкие земли. Именно на Кавказе были созданы наиболее известные картины фон Франкена.
Однако в 1860 году фон Франкен, по слухам, уличил жену в неверности. После этого он вернулся в Дюссельдорф, оставив супругу проживать в Тифлисе. В Дюссельдорфе он выставил свои кавказские пейзажи, которые пользовались значительным успехом, и даже прибавил к ним несколько новых, написанных по мотивам  ранее сделанных рисунков и этюдов. 
В 1884 году фон Франкен тяжело заболел, после чего его жена, по его просьбе приехала из Тифлиса, чтобы быть с ним рядом. Фон Франкен скончался на руках у своей супруги в том же году. Возвращаясь в Тифлис, вдова художника увезла с собой его подготовительные наброски и остававшиеся в его мастерской картины.
Дочь фон Франкенов, которую также звали Еленой, родившаяся в 1856 году, в 1875 году вышла замуж за кавказоведа Карла Фёдоровича фон Гана (1848–1925).

## Галерея

Вид Тифлиса
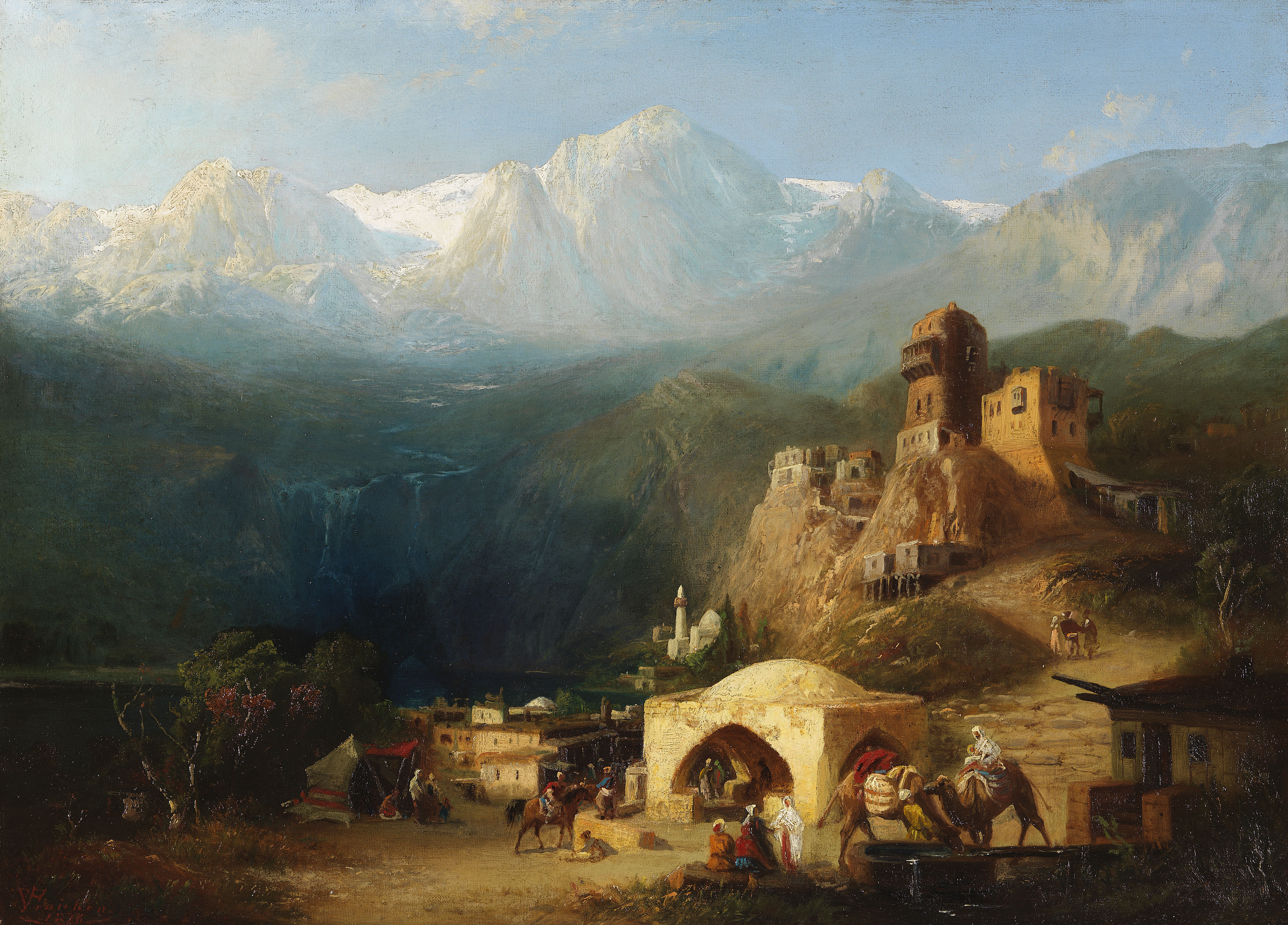
Горный аул на Северном Кавказе
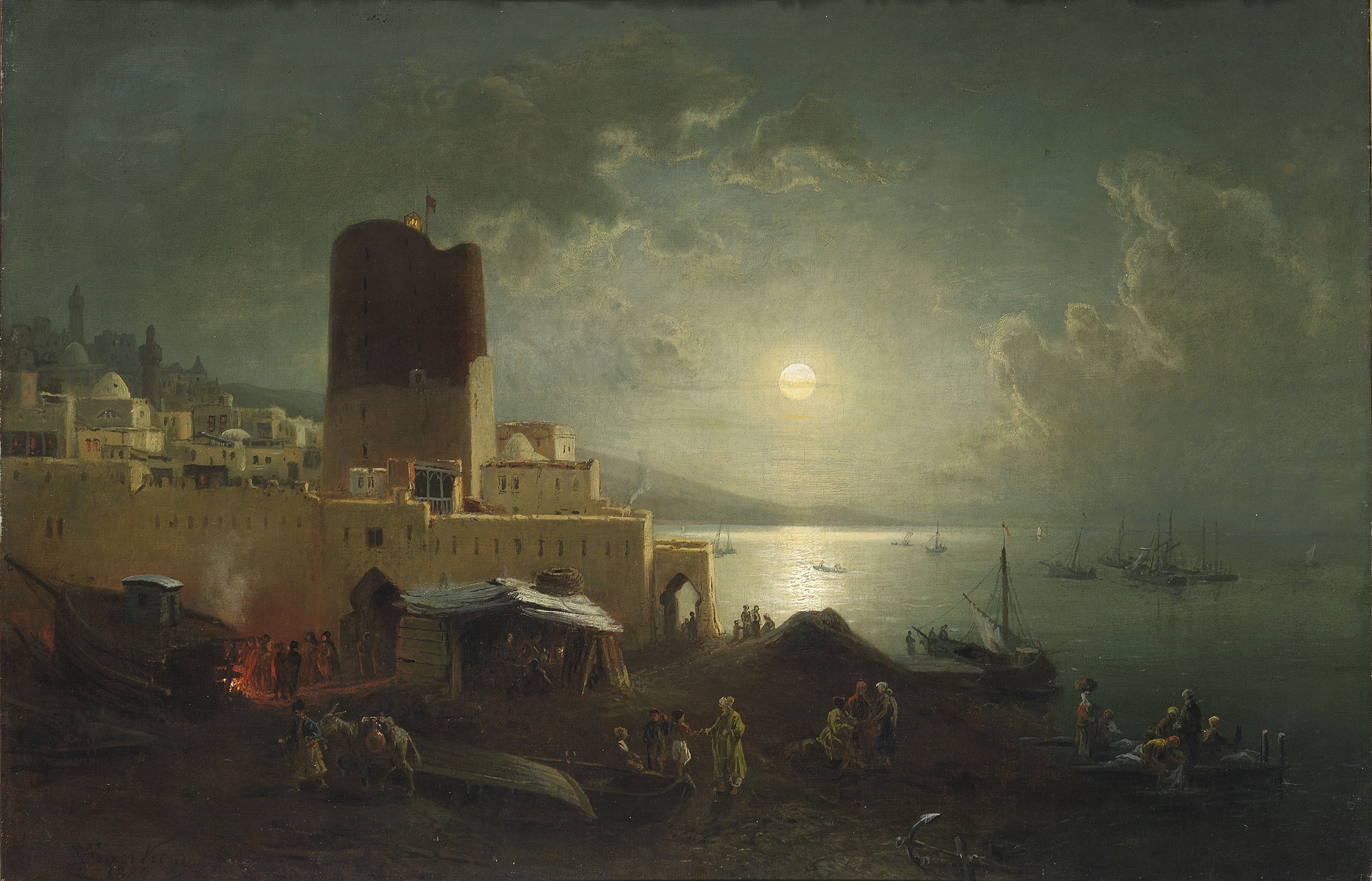
Девичья башня в Баку.
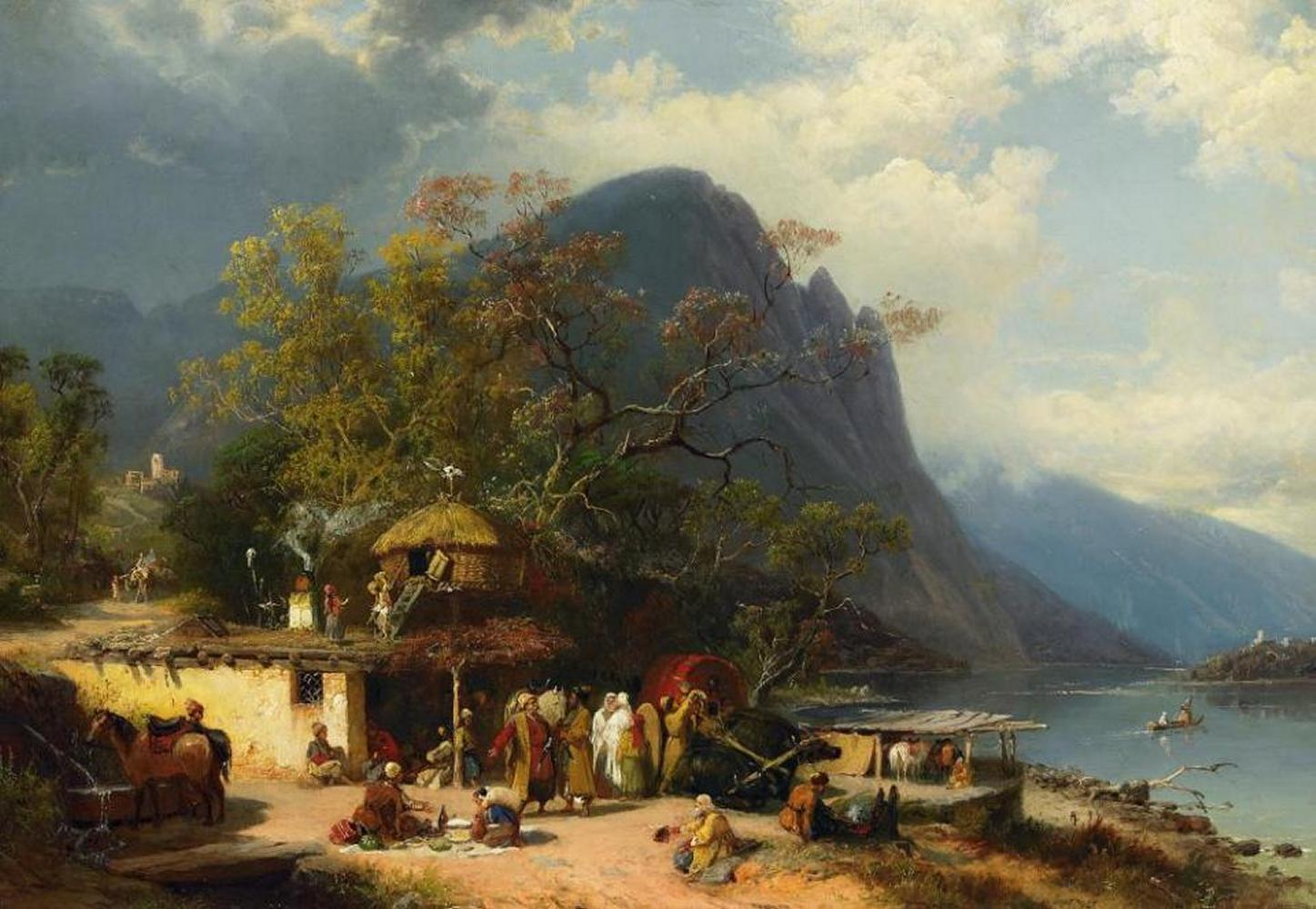
Кавказский духан на берегу реки.
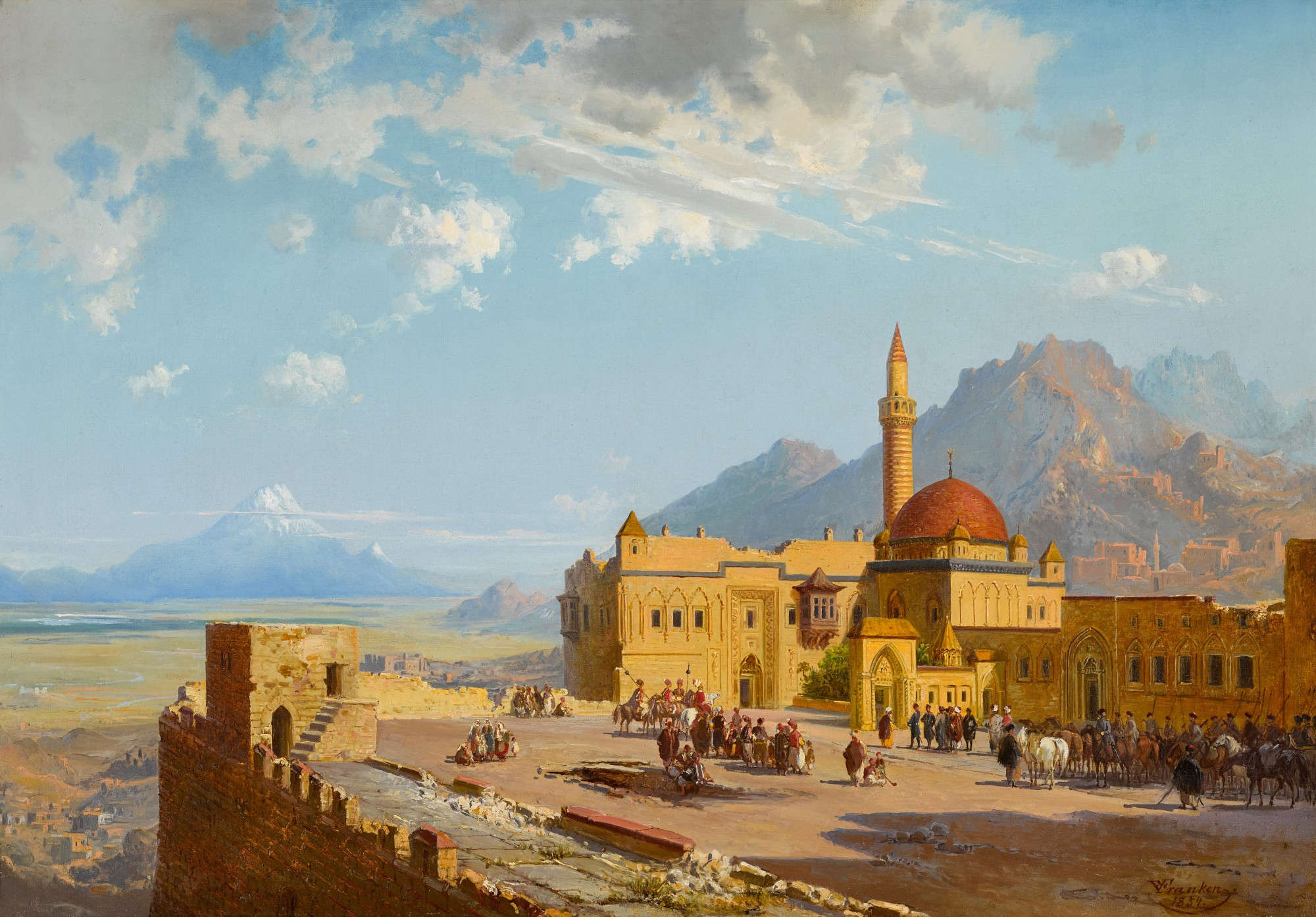
Дворец Исхак-паши. На заднем плане — гора Арарат.
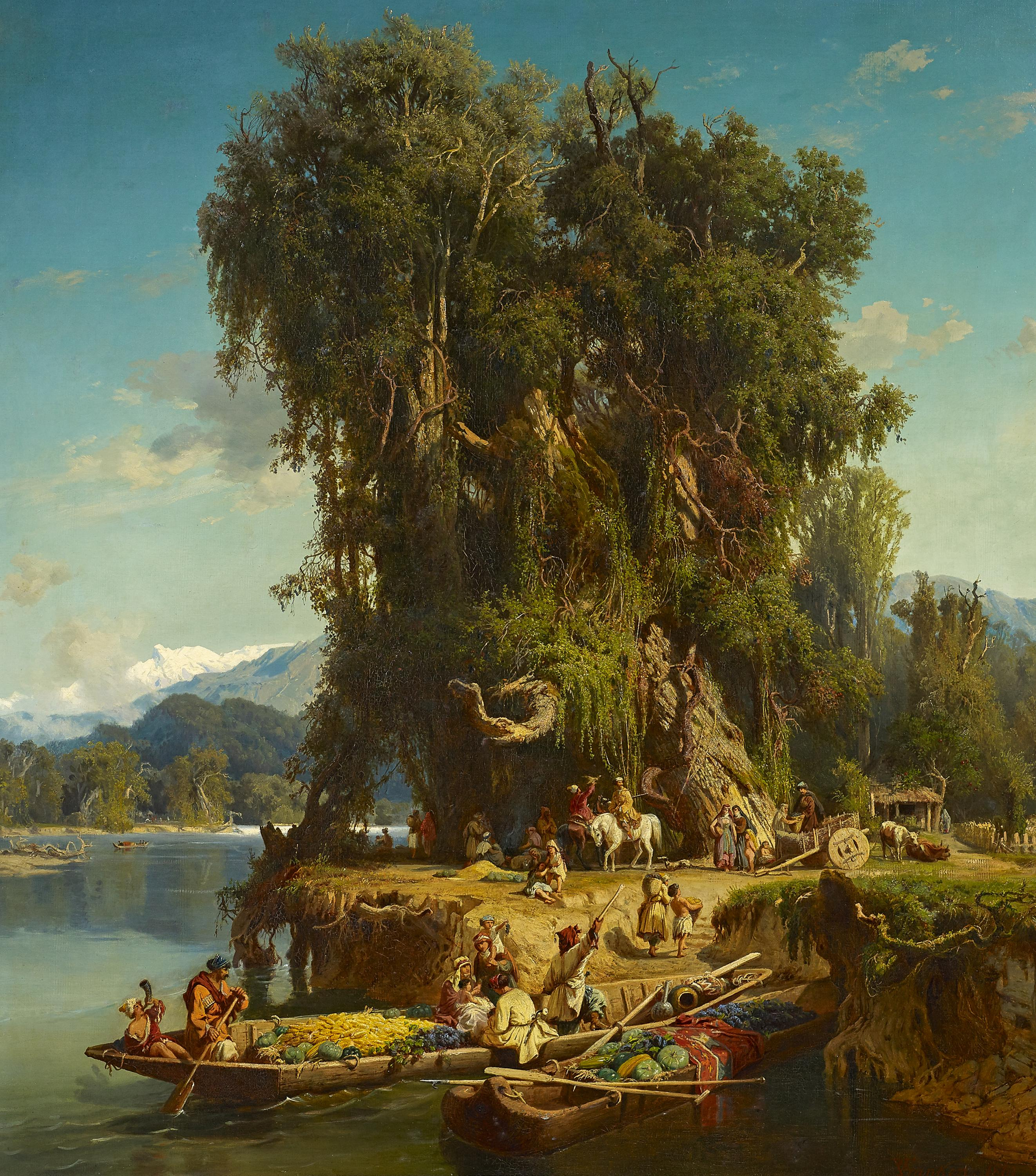
Мингрельский пейзаж.
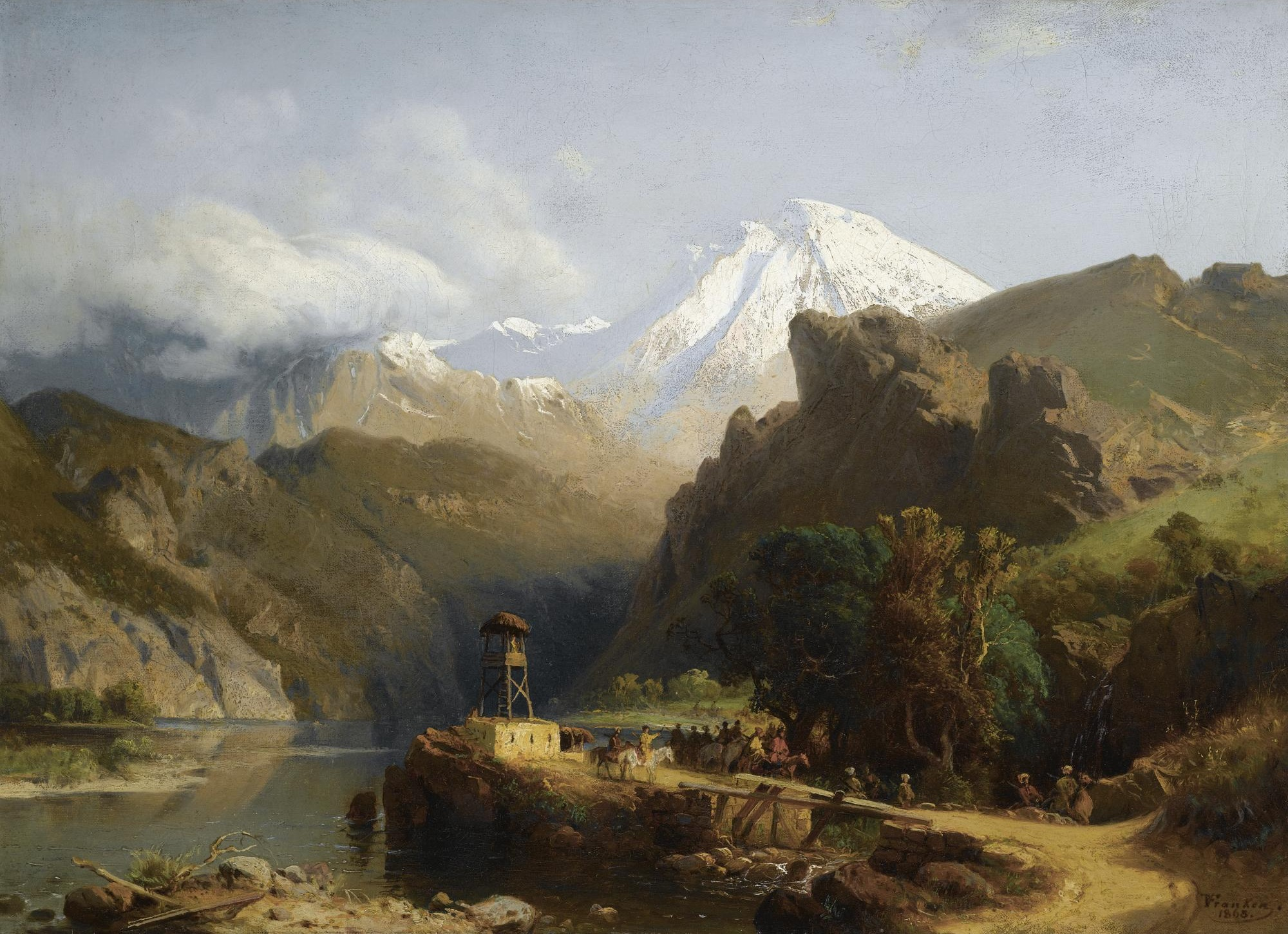
Сторожевая башня на Кавказе.
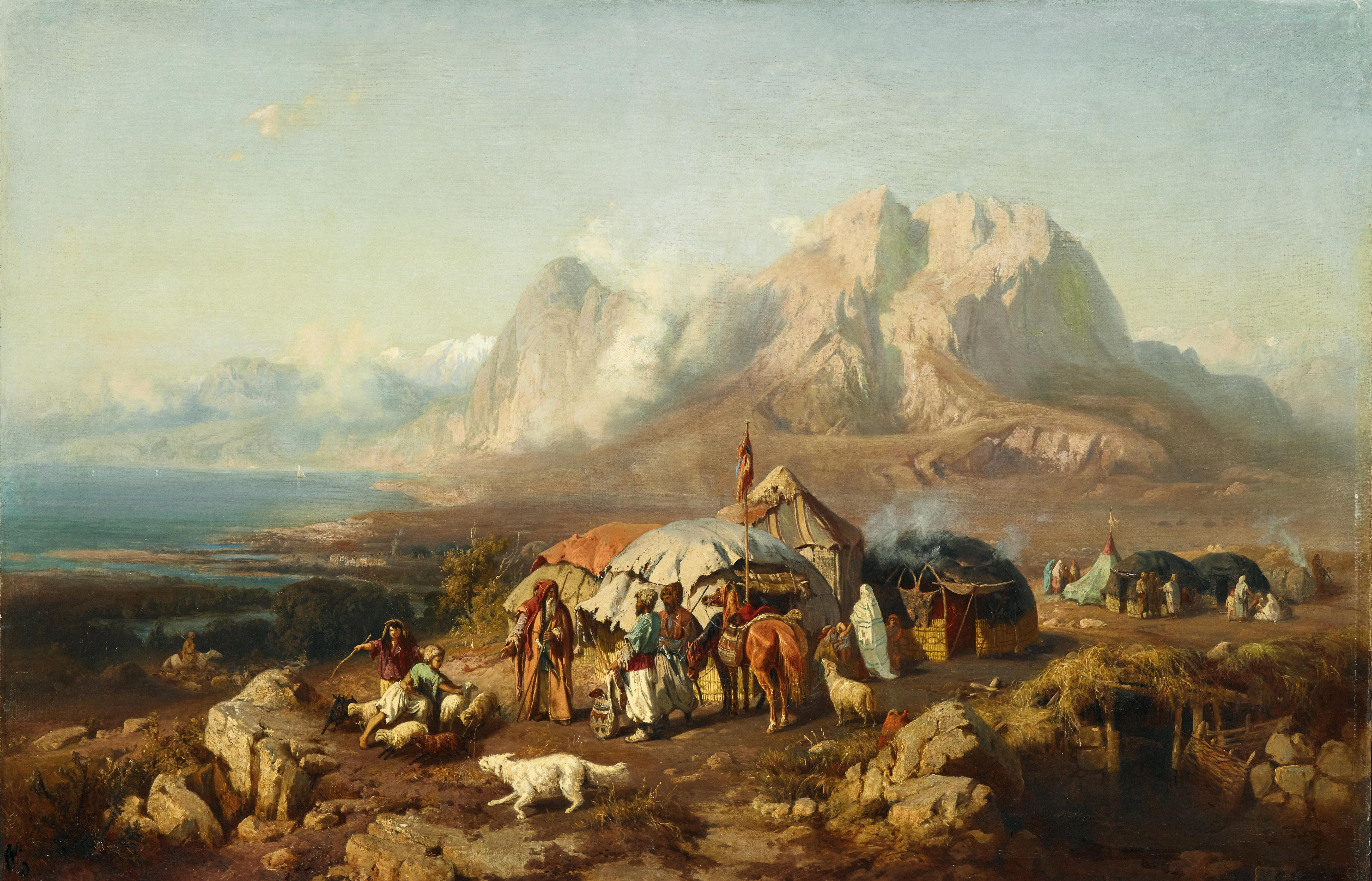
Юрты кочевников — азербайджанцев (?) или курдов (?) в Закавказье
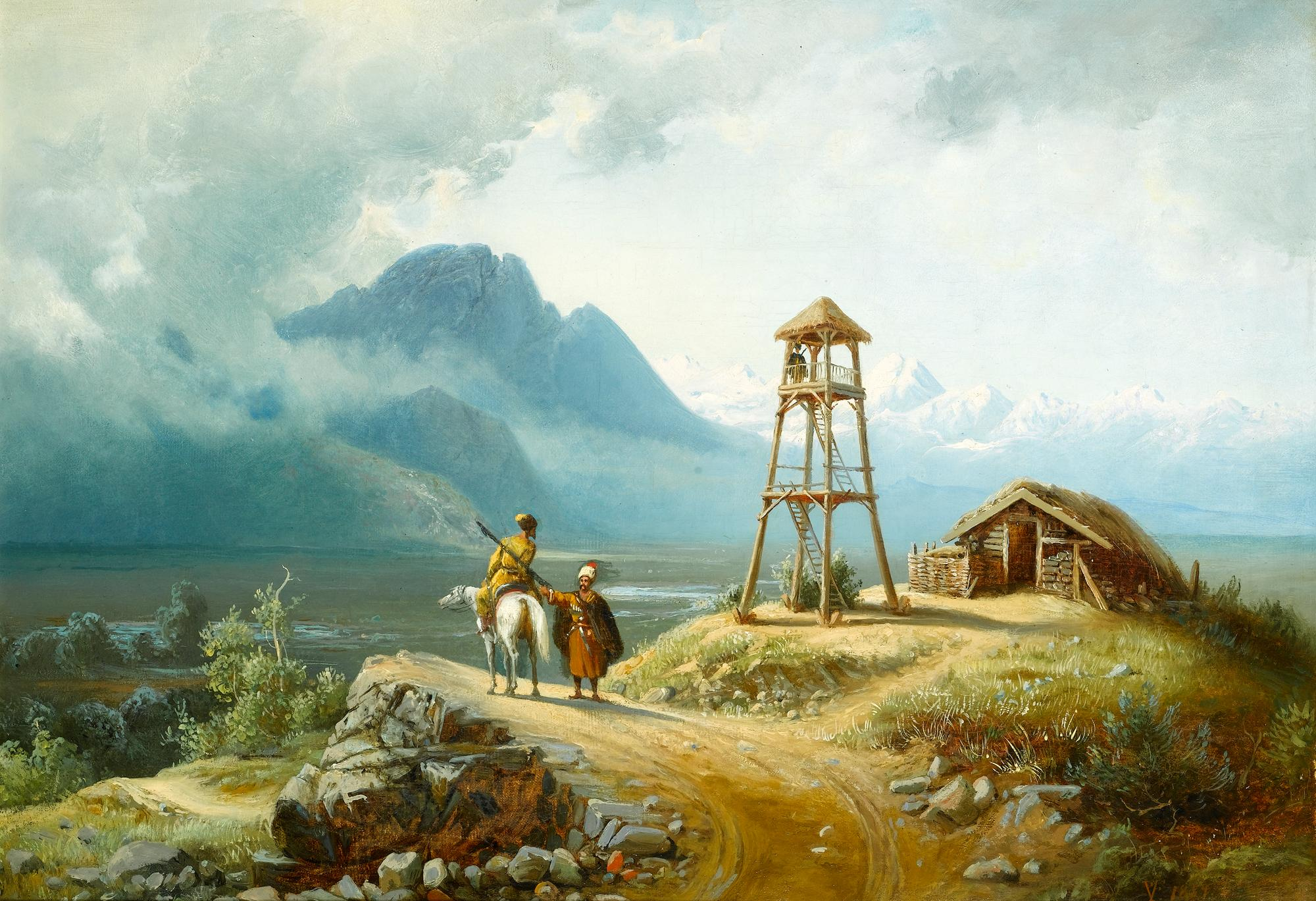
Кавказский пейзаж со сторожевой башней.
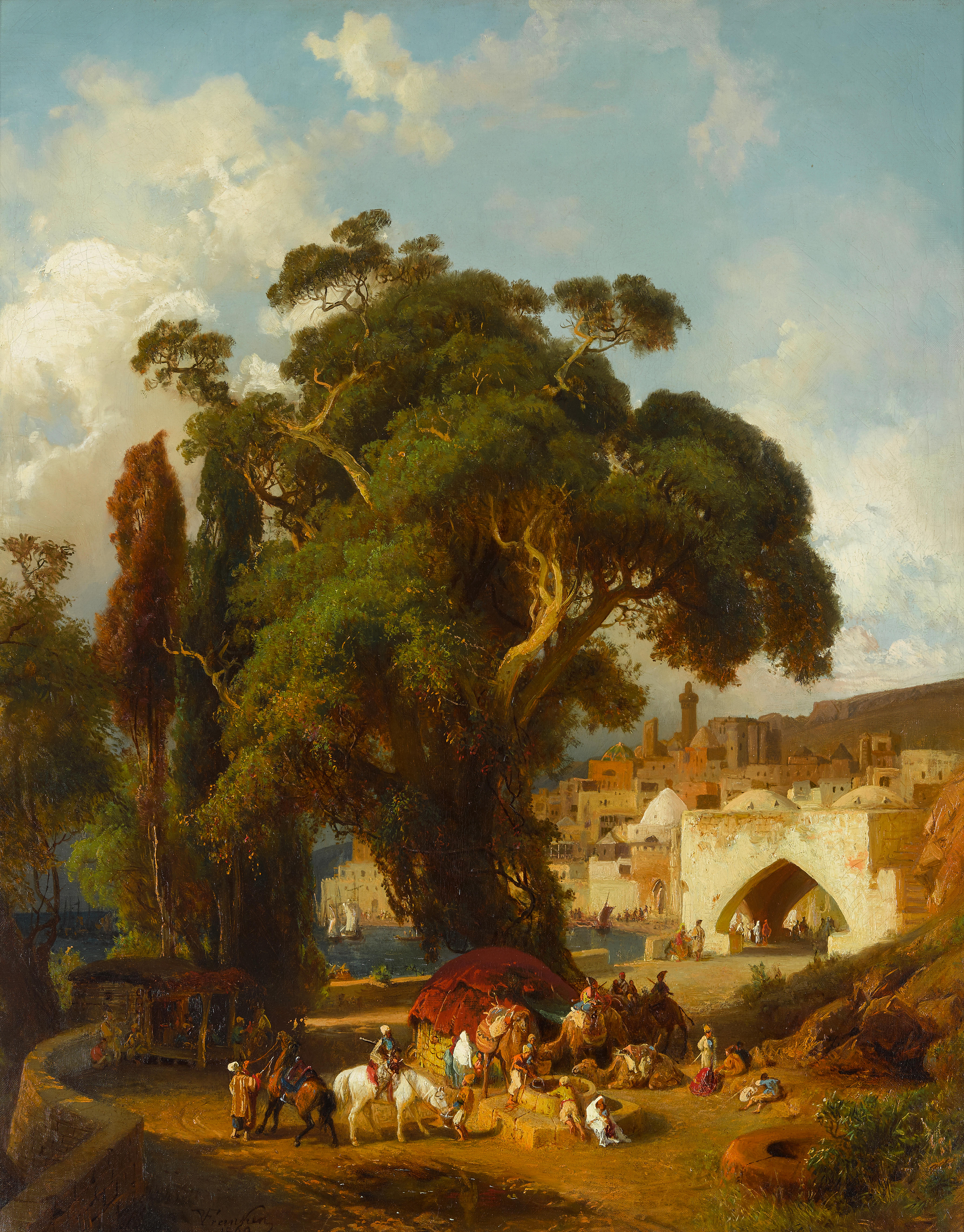
Городские ворота.
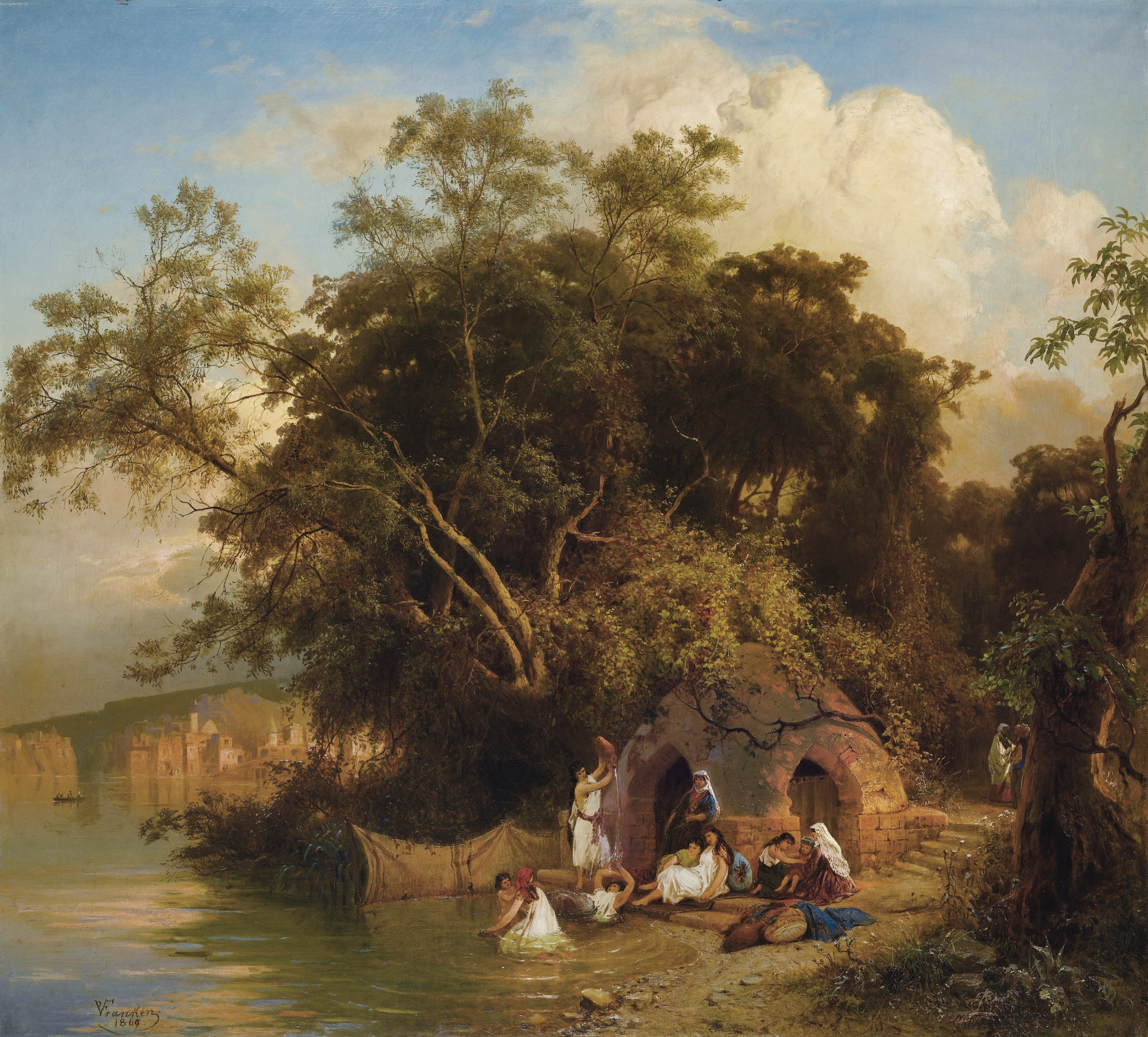
Женская купальня.
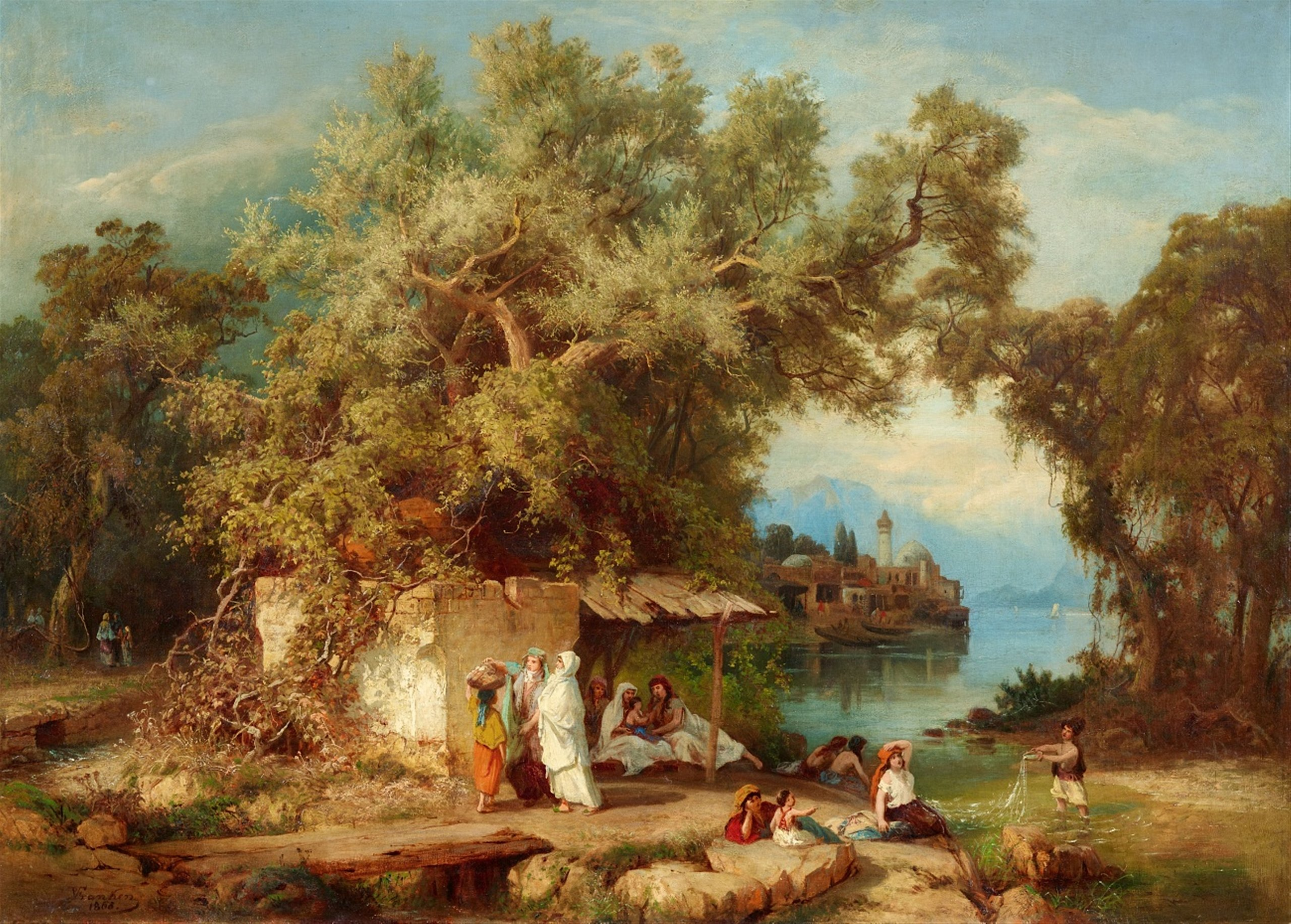
Женская купальня. Другая версия.
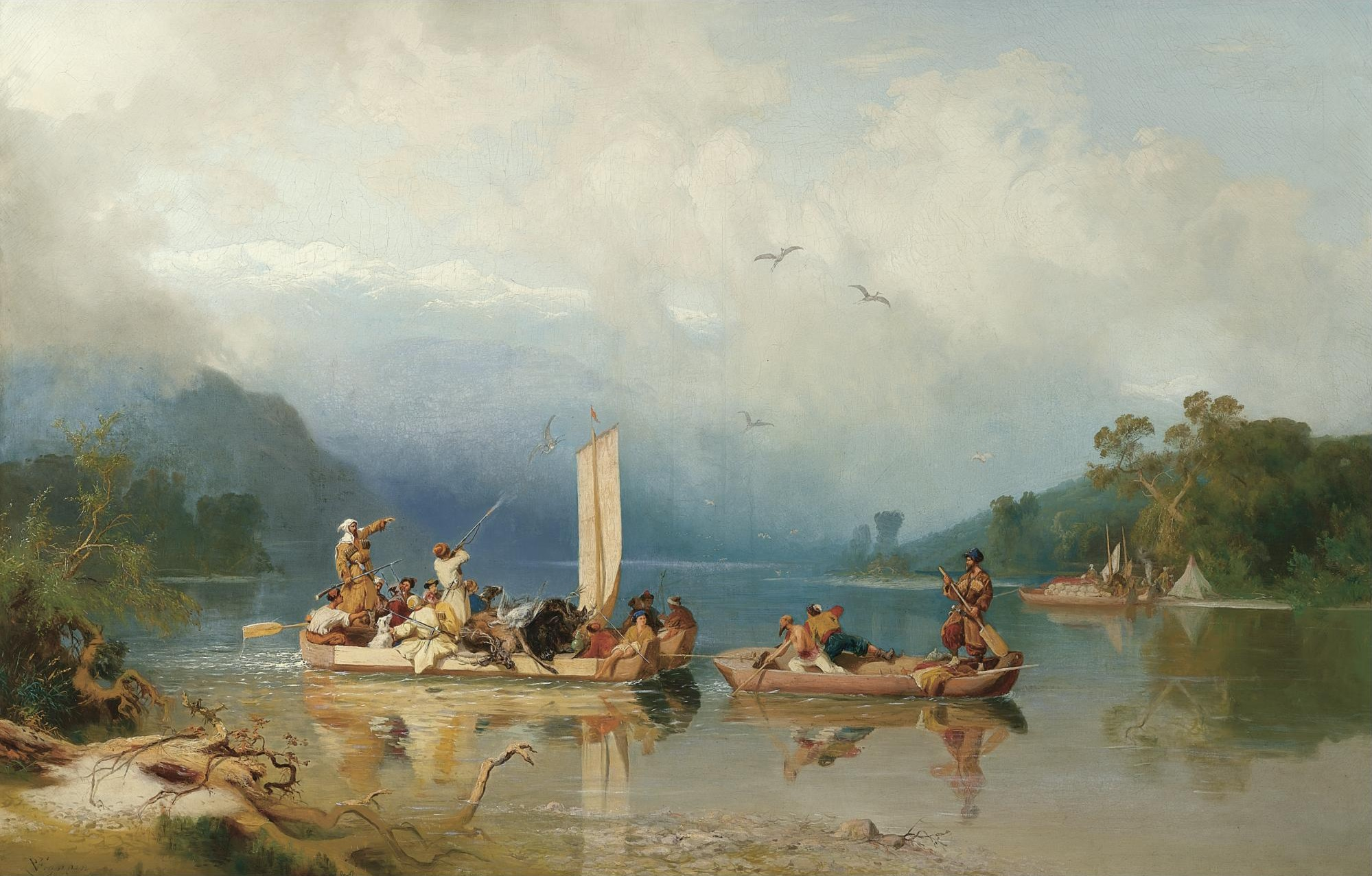
Охотники на цапель.
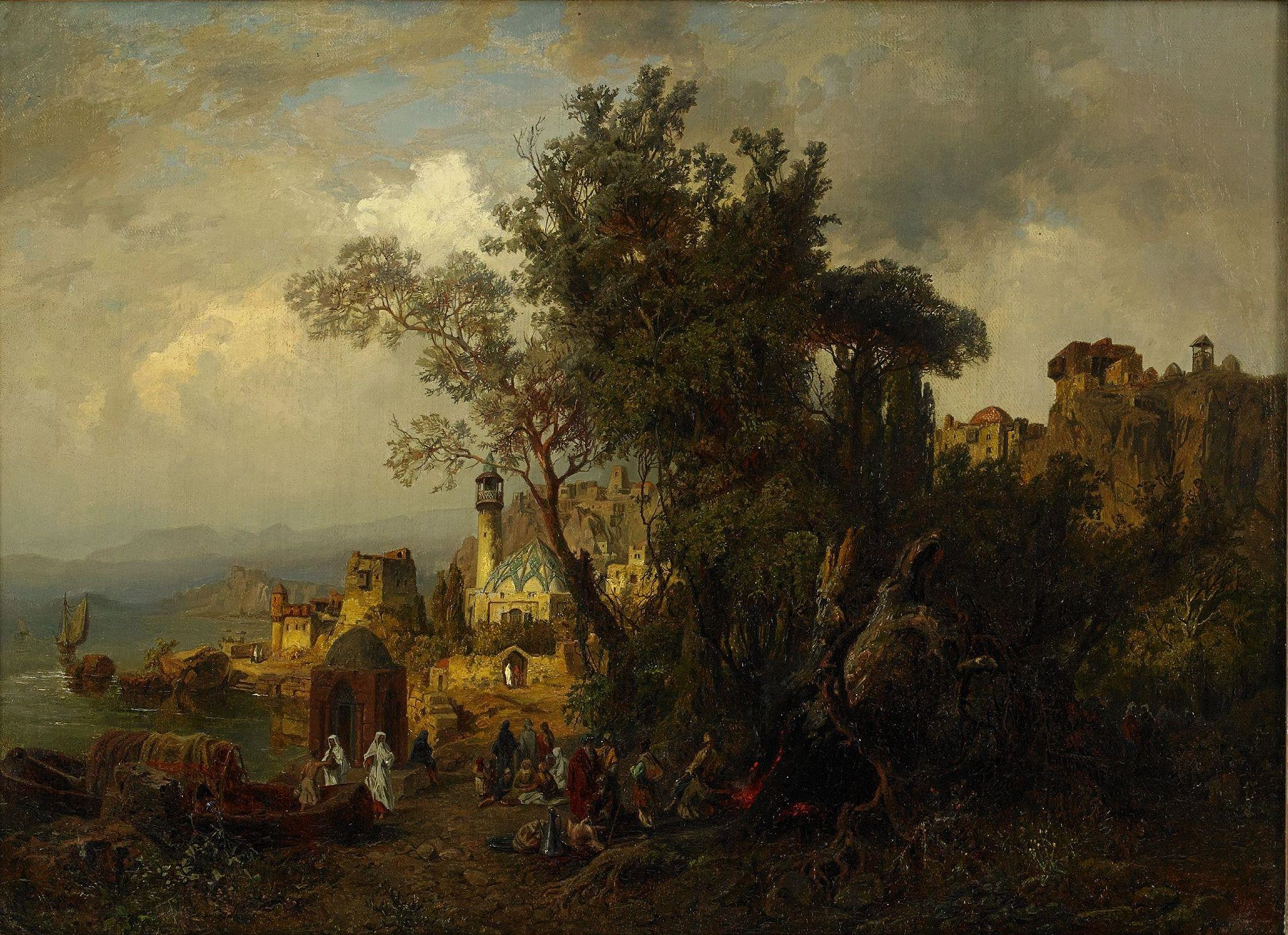
Берег Куры.
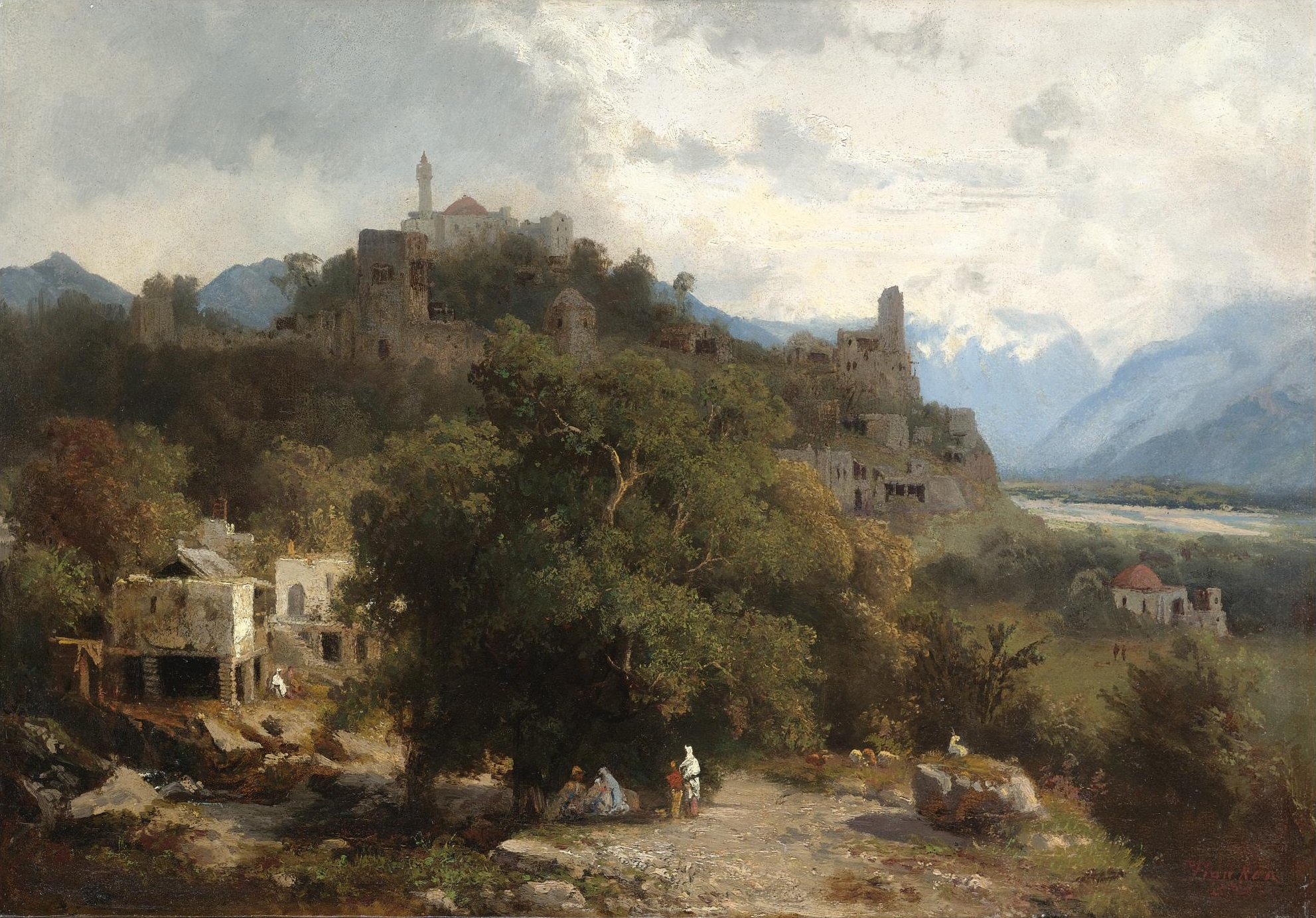
Кавказский пейзаж.
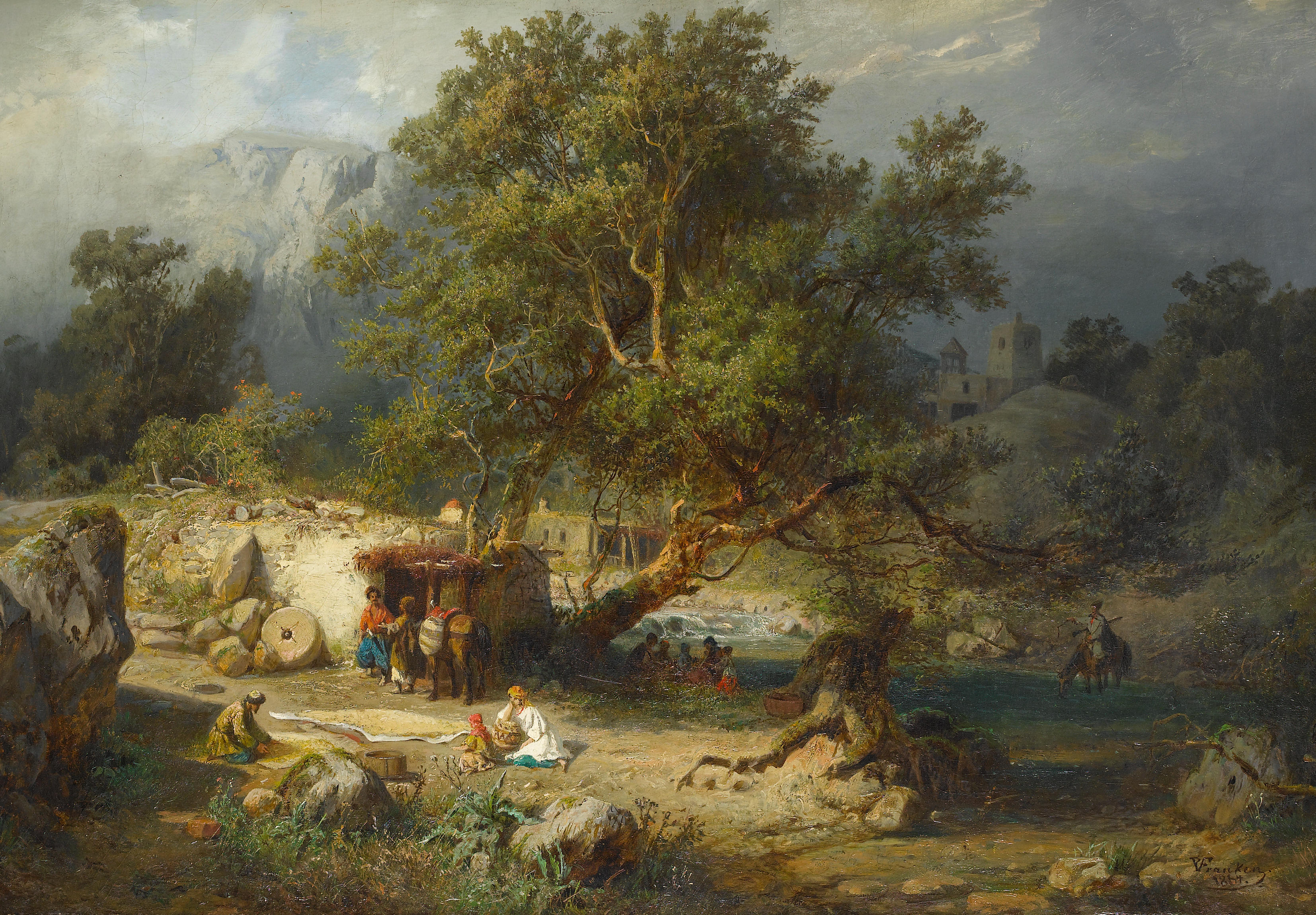
Кавказский пейзаж.